# هوهانس ملکونیان
هُوْهانِس ملکونیان (ارمنی: Հովհաննես Ռուբենի Մելքոնյան؛  زادهٔ ۲۷ فوریهٔ ۱۹۳۷ - درگذشته ۶ دسامبر ۲۰۰۹)، نویسنده، نثرنویس و نمایشنامه‌نویس اهل ارمنستان بود.

## زندگی‌نامه
وی در ۲۷ فوریهٔ ۱۹۳۷ در آنیپمزا به دنیا آمد و در سال ۱۹۶۰ از دانشکده لغت‌شناسی ارمنی دانشگاه دولتی ایروان فارغ‌التحصیل شد. وی از سال ۱۹۶۸ عضو اتحادیه نویسندگان ارمنستان و از سال ۱۹۶۹ عضو اتحادیه نویسندگان اتحاد شوروی بود. وی در آوانگارد، هایرنیکی دزاین (1968-1965)، گارون (1974-1972)، گرکری آشخار، گراکان ترت و یِرِوان فعالیت می‌کرد.  وی در ۶ دسامبر ۲۰۰۹ در سن ۷۲ سالگی در ایروان در سانحه تصادف رانندگی درگذشت.

## یادداشت
1. ↑  հայ բանասիրության ֆակուլտետ